# Ivo Trümpy
Ivo Trümpy (* 1937 in Lugano) ist ein Schweizer Architekt und Professor für Architektur aus dem Kanton Tessin. Er ist ein wichtiger Vertreter der «Tessiner Schule».

## Leben
Ivo Trümpy studierte an der Scuola Tecnica Superiore in Lugano-Trevano. Von 1962 bis 1970 führte er ein Studio mit Aurelio Galfetti und Flora Ruchat-Roncati in Bedano. Danach eröffnete er ein weiteres mit Aurelio Bianchini in Riva San Vitale. Er ist Dozent an der Scuola universitaria professionale della Svizzera italiana (SUPSI). 
Das städtische Freibad Bagno pubblico in Bellinzona, erbaut 1970 mit Aurelio Galfetti und Flora Ruchat-Roncati, ist ein wichtiges Beispiel für «territoriale Architektur» und gilt als eine der besten öffentlichen Badeanstalten der Schweiz. Es wurde unter dem Einfluss der Ideen von Rino Tami entworfen. Trümpy beschäftigte sich auch mit der Typologie der Gärten und der Restaurierung. Er projektierte und leitete mit Aurelio Bianchini den Bau des Bundesamtes für Agrarforschung (Netzstruktur aus Holz) in Cadenazzo (1993–1994). 
Trümpy ist Mitglied der Società svizzera degli ingegneri e degli architetti (Schweizerischer Ingenieur- und Architektenverein).

## Werke
- 1962–1964/1968/1971–1972: Grundschule in Riva San Vitale mit Aurelio Galfetti und Flora Ruchat
- 1967–1970: Bagno pubblico in Bellinzona mit Aurelio Galfetti und Flora Ruchat[4]
- 1968: Kindergarten in Riva San Vitale, mit Aurelio Galfetti und Flora Ruchat
- 1968–1970: Kindergarten in Viganello, mit Aurelio Galfetti und Flora Ruchat
- 1973: Schulsporthalle in Riva San Vitale, mit Flora Ruchat
- 1979: Einfamilienhaus in Camorino
- 1998–1999: Restaurierung Torre di Redde in Vaglio (Gemeinde Capriasca)